# Wanderson do Carmo
Francisco Wanderson do Carmo Carneiro, noto semplicemente come Wanderson (Baturité, 18 febbraio 1986), è un ex calciatore brasiliano di ruolo attaccante.

## Palmarès

### Club

#### Competizioni statali
- Campionato Piauiense: 1

River: 2007

#### Competizioni nazionali
- Superettan: 1

Helsingborg: 2018

### Individuale
- Capocannoniere dell'Allsvenskan: 1

2009 (18 gol)
- Capocannoniere della Prem'er-Liga: 1

2012-2013 (13 gol)